# Burg Lauenstein (Ith)
Die Burg Lauenstein ist eine ehemalige Höhenburg, die heute eine Burgruine ist. Sie liegt oberhalb des Salzhemmendorfer Ortsteils Lauenstein in Niedersachsen. Die Burg wurde im 13. Jahrhundert von den Edelherren von Homburg errichtet. Ab dem 16. Jahrhundert militärisch bedeutungslos, wurde sie Anfang des 19. Jahrhunderts wegen zunehmenden Verfalls abgerissen.

## Lage
Die Ruine der Burg Lauenstein befindet sich auf einem inselartigen Bergkegel in einem engen, vom Ith herabziehenden Tal oberhalb von Lauenstein. Das Burggelände ist von dichtem Wald bedeckt, der Mitte des 19. Jahrhunderts bei der Umgestaltung des Burghügels angepflanzt wurde.

## Anlage
Die Hauptburg im Südwesten erhebt sich deutlich über die Vorburg. Die etwa 50 × 50 Meter große Anlage ist von einem 6–8 m tiefen Graben mit Außenwall umgeben. Der Zuweg erfolgt auf der Nordseite der Anlage. Von den ehemaligen Gebäuden der Hauptburg sind noch eine Ecke des vermutlichen Palas mit Schartenfenstern und die ehemals tonnengewölbte und leicht abknickende Durchfahrt zum Hof erkennbar. Der Torbau war mit Flankierungstürmen versehen. Im Burginnenbereich stehen noch Reste von Bruchsteinmauern bis zu einer Dicke von zwei Metern und einer Höhe von ca. 1,80 m. Die Ringmauer soll ursprünglich eine Stärke von ca. 3,50 m besessen haben.
1456 wurden in einer Urkunde neben dem unterkellerten „Großen Haus“ auch eine Küche, ein Backhaus mit zwei Schornsteinen, ein Zwinger mit zwei Bollwerken und eine Vorburg mit umgebenden Graben erwähnt.
Auf der höchsten Stelle befinden sich die Reste eines Rundturms, der erst in der Mitte des 19. Jahrhunderts als Aussichtsturm entstand. Des Weiteren befindet sich dort das sogenannte „Teehaus“, dessen Decke inzwischen eingestürzt ist. Ein Schild verbietet heute den Zugang zum Burggelände, da an den verfallenden Mauern und steilen Abhängen Einsturz- sowie Absturzgefahr besteht.

## Geschichte
Nach dem Sieg über die Grafen von Spiegelberg erbauten die Edelherren von Homburg um 1240 die Burg Lauenstein und unterstellten diese 1247 Herzog Otto das Kind, um sich den welfischen Schutz zu sichern („Zwei Meilen von Hameln erhub sich, unter Klippen und waldichten Bergen, auf einem Hügel, der Herrn von Homburg alte Burg Lauenstein. Ritter Heinrich von Homburg übergab mit Einwilligung aller Erben, dieses Schloss dem Herzog Otto, und nahm es von ihm zu Lehen (Urk. vom 30. Juni 1247, S. 223 in Origg. Guelf.)“) Aus diesem Anlass wurde die Burg erstmals 1247 urkundlich erwähnt. 1359 gehörten zu ihm 40 Orte im Gebiet zwischen Ith, Hils und Leine. Gleichzeitig erhielt er sie als Lehen zurück.
Danach siedelten sich Bewohner aus wüst gefallenen Dörfern der Umgebung im Schutz der Burg an und gründeten den Ort Lauenstein, der 1430 erstmals urkundlich genannt wurde. Als das Geschlecht der Homburger 1409 erlosch, wurde die Burg mit allem Zubehör an die welfischen Herzöge von Braunschweig-Lüneburg übereignet. Sie verpfändeten wegen finanzieller Schwierigkeiten 1433 die Burg an Bischof Magnus vom Bistum Hildesheim, der es in der Folge afterverlehnte an:
- 1434 Brüder von Cramm
- 1445 Ludolf von Ruscheplate
- 1456 Gebrüder Böcke von Nordholz
- 1495 Bartold von Oberg und die Ritter Gebrüder vom Rutenberge
- 1497 Heinrich von Saldern
- 1515 Burchard von Saldern

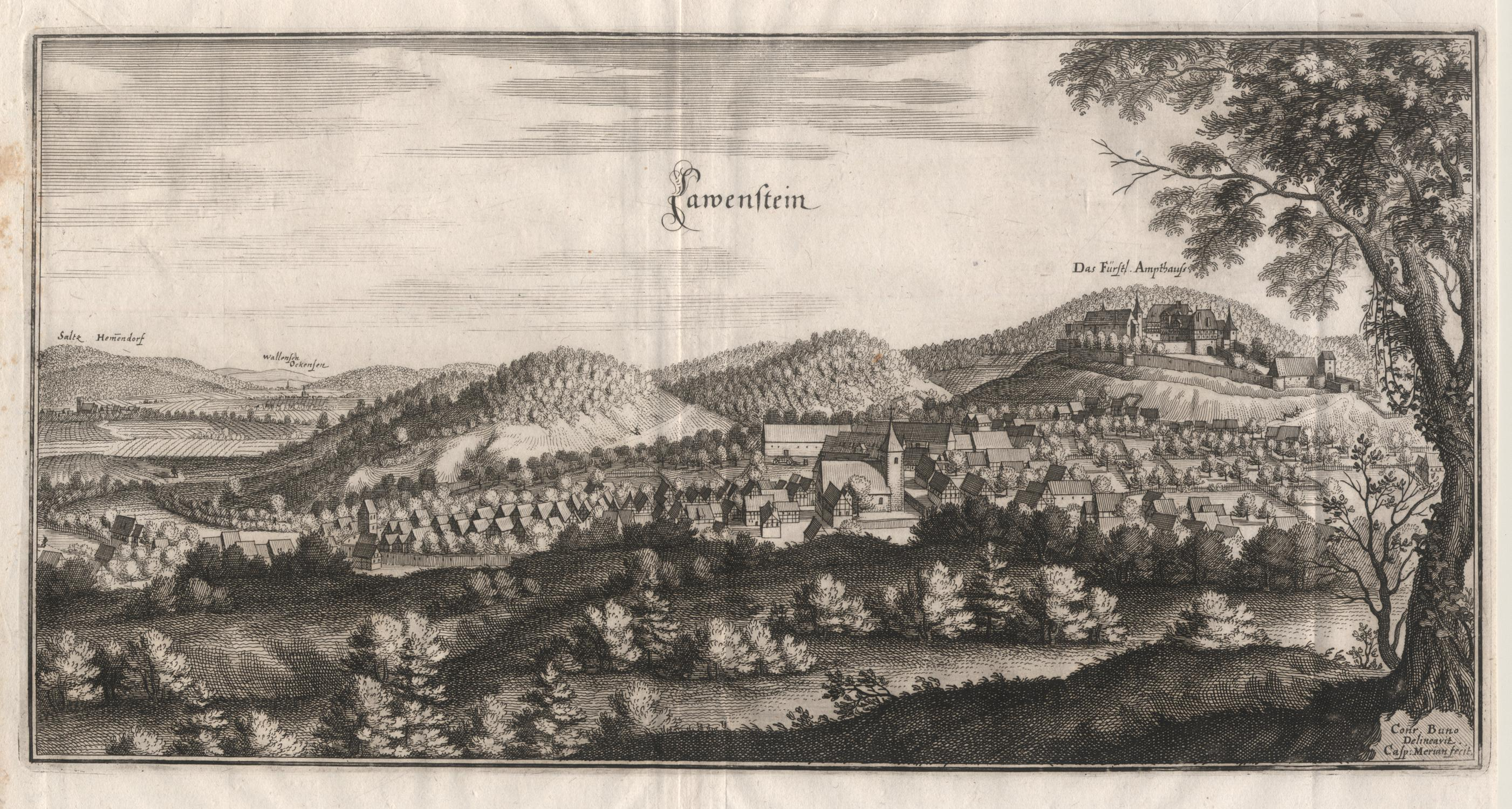
Lauenstein. Kupferstich aus Merians Topographia Germaniae (1654) von Conrad Buno und Caspar Merian.

Als 1515 Burchard von Saldern mit seinen zwei Brüdern vom Vater Heinrich Burg und Amt Lauenstein übernahmen, kündigte ihnen der Hildesheimer Bischof den Vertrag. Die Brüder verweigerten die Aufgabe von Burg und Amt. Darüber hinaus verlangten sie vom Bischof 3000 Gulden, die sie in Verteidigungsanlagen investiert hatten. Nach längeren Verhandlungen kam es 1518 zu einem Schiedsspruch. Der Bischof sollte denen von Saldern die Baukosten erstatten, die von Saldern aber sollten Burg und Amt Lauenstein räumen. Da Burchard die Annahme des gebotenen Geldes verweigerte, wurde er 1518 von der Burg Lauenstein vertrieben. An seiner Stelle wurde Stacius von Münchhausen als hildesheimischer Vogt auf der Burg eingesetzt. Nach einem misslungenen Anschlag auf die Burg brannte Burchard von Saldern aus Rache Lauenstein nieder und heftete an das Burgtor einen Fehdebrief mit der Aufschrift: Borchert von Salder do bekand; dat ick hebbe jedan dußen Brand; dat bekenne ick mit meiner Hand. Diese Handlung schürte die kriegerischen Auseinandersetzungen während der Hildesheimer Stiftsfehde. Die Herzöge von Braunschweig-Lüneburg eroberten die Burg 1521 zurück und setzten Burchard von Saldern wieder im Amt ein. Sein Sohn Heinrich entzweite sich 1587 mit den Herzögen von Braunschweig-Lüneburg und wurde zwangsgeräumt. Danach wurde die Burg von Amtmännern verwaltet.
Während des Dreißigjährigen Krieges waren 1625 in den Ort Lauenstein kaiserliche Truppen unter Tilly eingefallen und hatten große Schäden angerichtet. Sie blieben vier Jahre als Besatzung. 1637 folgten schwedische Truppen. 1640 wurde Lauenstein Opfer von Truppen aus Weimar, die den Ort plünderten. Als Lauenstein 1730 durch einen Hausbrand völlig niederbrannte wurden zum Wiederaufbau Steine der Burg verwendet. 1806 wurde der Ort von napoleonischen Truppen heimgesucht. Die Burg hatte seit dem Dreißigjährigen Krieg keine militärische Bedeutung mehr und verfiel seither. Das Gelände der Vorburg, genannt die Knabenburg, erwarb 1737 der Amtmann Niemeyer und betrieb auf ihr bis 1850 Landwirtschaft. Anfang des 19. Jahrhunderts wurden die letzten Reste der Burg abgebrochen und der Burgbrunnen zugeschüttet. Mitte des 19. Jahrhunderts entstand an der höchsten Stelle des Burghügels ein kleiner Aussichtsturm, der mittlerweile verfallen ist. Auch wurde ein kapellenartiges Häuschen errichtet.

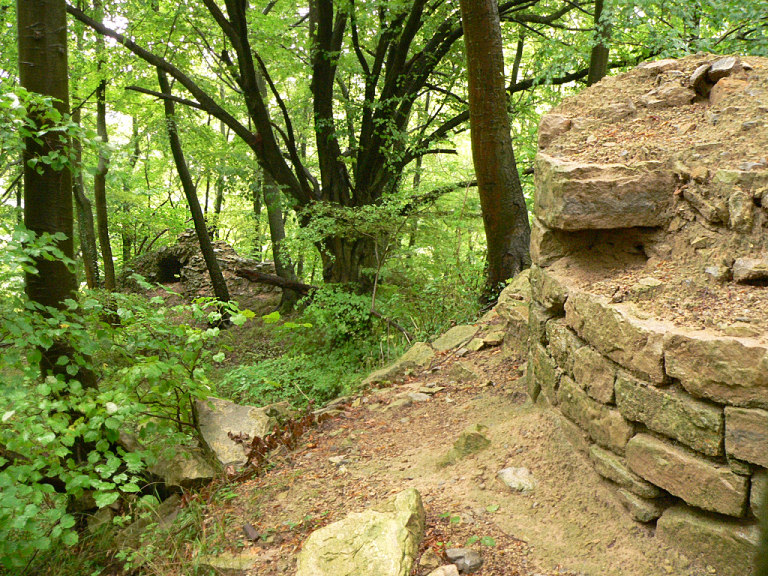
Reste des Aussichtsturms, hinten links Bauwerksrest mit Schießscharte
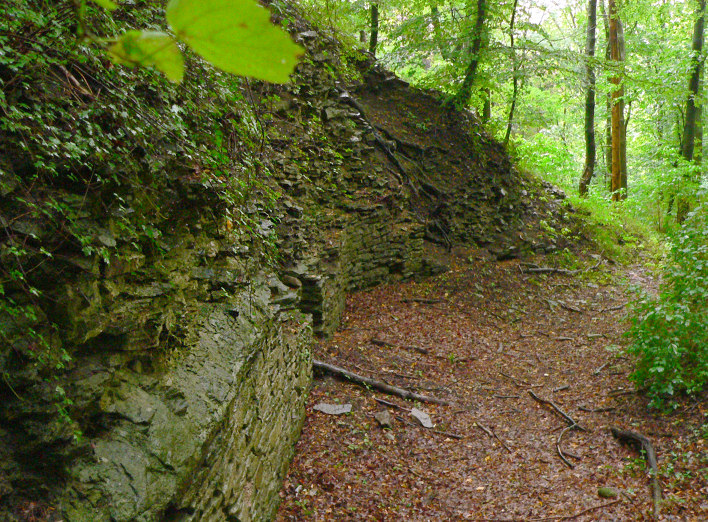
Torzwinger mit hohen Mauerresten
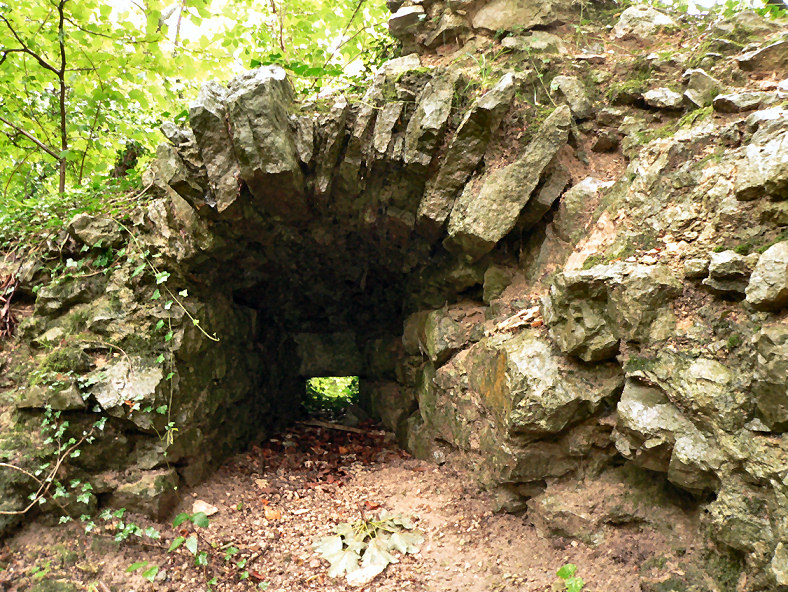
Mauer- oder Turmrest mit Schießscharte
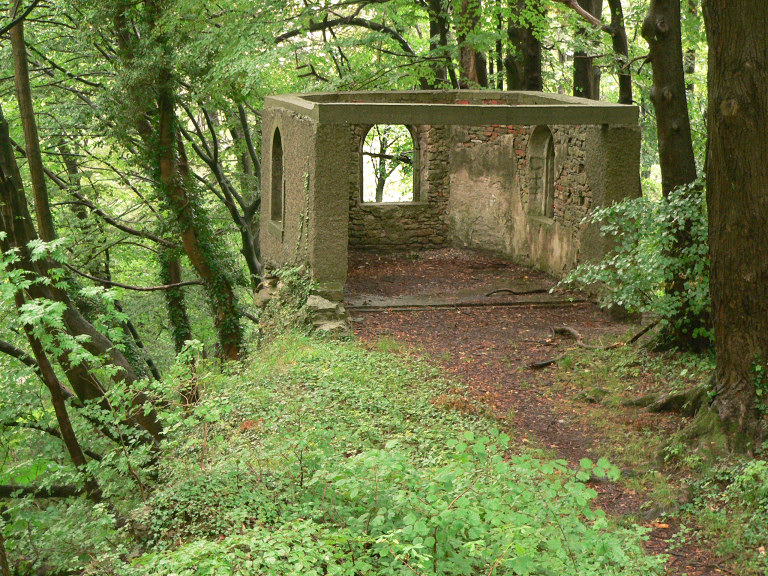
Kapellenartiges Gebäude, vermutlich aus dem 19. Jahrhundert